# Steve Colter
R. Steven "Steve" Colter (nacido el 24 de julio de 1962 en Phoenix, Arizona) es un exjugador de baloncesto estadounidense que jugó ocho temporadas en la NBA, además de hacerlo en la liga croata y la CBA. Con 1,90 metros de estatura, lo hacía en la posición de escolta.

## Trayectoria deportiva

### Universidad
Jugó durante cuatro temporadas con los Aggies de la Universidad Estatal de Nuevo México, en las que promedió 12,4 puntos, 3,8 rebotes y 3,2 asistencias por partido. En su última temporada fue incluido en el mejor quinteto de la Big West Conference.

### Profesional
Fue elegido en la trigésimo tercera posición del Draft de la NBA de 1984 por Portland Trail Blazers, donde jugó dos temporadas turnándose con Jim Paxson en el puesto de escolta titular. Su segunda temporada fue la más completa, promediando 8,7 puntos y 3,2 asistencias.
Antes del comienzo de la temporada 1986-87 fue traspasado junto con dos futuras segundas rondas del draft a Chicago Bulls a cambio los derechos sobre Larry Krystkowiak. en los Bulls sólo jugó 27 partidos en los que promedió 4,9 puntos y 3,5 asistencias, antes de ser traspasado mediada la temporada a Philadelphia 76ers junto con una segunda ronda del draft a cambio de Sedale Threatt. allí elevó sus estadísticas en lo que quedaba de temporada hasta los 6,8 puntos por partido, lo que no fue suficiente, siendo despedido poco después de comenzada la temporada 1987-88. Dos semanas después fichó como agente libre por Washington Bullets, donde jugó tres temporadas como suplente de Jeff Malone.
En la temporada 1990-91 es traspasado a Sacramento Kings a cambio de Byron Irvin, pero solo juega 19 partidos antes de ser despedido. Tras quedarse sin equipo en la NBA, ficha por los Omaha Racers de la CBA, donde permanece dos temporadas, marchándose en 1993 a la liga croata, fichando por el KK Split. regresando a su país al año siguiente para fichar como agente libre por Cleveland Cavaliers. En los Cavs juega una temporada como suplente, promediando 3,4 puntos y 1,8 asistencias por partido, antes de retirarse definitivamente a los 32 años.

## Estadísticas de su carrera en la NBA

### Temporada regular
| Temporada | Edad | Equipo                 | Liga | P   | TIT | MIN  | TC  | TCA | %TC  | 3P  | 3PA | %3P  | TL  | TLA | %TL  | R.OF. | R.DEF. | REB | ASIS | ROB | TAP | PER | FP  | PTS |
| 1984-85   | 22   | Portland Trail Blazers | NBA  | 78  | 22  | 18.7 | 2.8 | 6.1 | .453 | 0.3 | 0.9 | .351 | 1.3 | 1.7 | .754 | 0.5   | 1.4    | 1.9 | 3.1  | 1.0 | 0.1 | 1.4 | 1.8 | 7.1 |
| 1985-86   | 23   | Portland Trail Blazers | NBA  | 81  | 51  | 23.1 | 3.4 | 7.4 | .456 | 0.3 | 1.0 | .325 | 1.7 | 2.0 | .823 | 0.5   | 1.7    | 2.2 | 3.2  | 1.4 | 0.1 | 1.4 | 2.3 | 8.7 |
| 1986-87   | 24   | TOTAL                  | NBA  | 70  | 31  | 18.9 | 2.4 | 5.7 | .426 | 0.1 | 0.2 | .235 | 1.2 | 1.5 | .766 | 0.3   | 1.2    | 1.5 | 3.0  | 0.8 | 0.2 | 1.0 | 1.4 | 6.1 |
| 1986-87   | 24   | Chicago Bulls          | NBA  | 27  | 18  | 17.5 | 1.8 | 5.3 | .345 | 0.0 | 0.3 | .000 | 1.2 | 1.4 | .846 | 0.3   | 1.2    | 1.6 | 3.5  | 0.7 | 0.2 | 1.2 | 1.4 | 4.9 |
| 1986-87   | 24   | Philadelphia 76ers     | NBA  | 43  | 13  | 19.7 | 2.8 | 5.9 | .471 | 0.1 | 0.2 | .500 | 1.1 | 1.6 | .721 | 0.3   | 1.2    | 1.5 | 2.7  | 0.9 | 0.1 | 0.9 | 1.4 | 6.8 |
| 1987-88   | 25   | TOTAL                  | NBA  | 68  | 53  | 22.3 | 3.0 | 6.5 | .460 | 0.0 | 0.1 | .300 | 1.1 | 1.4 | .789 | 0.9   | 1.7    | 2.5 | 3.8  | 0.9 | 0.2 | 1.3 | 1.9 | 7.1 |
| 1987-88   | 25   | Philadelphia 76ers     | NBA  | 12  | 0   | 12.7 | 1.3 | 3.3 | .375 | 0.0 | 0.0 |      | 0.6 | 0.8 | .778 | 0.6   | 0.9    | 1.5 | 2.2  | 0.5 | 0.0 | 0.9 | 1.7 | 3.1 |
| 1987-88   | 25   | Washington Bullets     | NBA  | 56  | 53  | 24.3 | 3.4 | 7.2 | .469 | 0.1 | 0.2 | .300 | 1.2 | 1.5 | .791 | 0.9   | 1.9    | 2.8 | 4.2  | 1.0 | 0.3 | 1.4 | 2.0 | 8.0 |
| 1988-89   | 26   | Washington Bullets     | NBA  | 80  | 5   | 17.8 | 2.5 | 5.7 | .444 | 0.0 | 0.3 | .120 | 1.6 | 2.1 | .749 | 0.8   | 1.5    | 2.3 | 2.8  | 0.9 | 0.2 | 0.8 | 2.0 | 6.7 |
| 1989-90   | 27   | Washington Bullets     | NBA  | 73  | 1   | 13.4 | 1.9 | 4.1 | .478 | 0.0 | 0.1 | .000 | 1.1 | 1.3 | .811 | 0.8   | 1.7    | 2.4 | 2.0  | 0.6 | 0.1 | 0.5 | 1.3 | 4.9 |
| 1990-91   | 28   | Sacramento Kings       | NBA  | 19  | 0   | 13.2 | 1.2 | 2.9 | .411 | 0.3 | 0.7 | .357 | 0.4 | 0.5 | .700 | 0.3   | 1.1    | 1.4 | 1.9  | 0.6 | 0.1 | 0.6 | 1.4 | 3.1 |
| 1994-95   | 32   | Cleveland Cavaliers    | NBA  | 57  | 7   | 13.2 | 1.2 | 3.0 | .396 | 0.1 | 0.6 | .229 | 0.9 | 1.2 | .761 | 0.2   | 0.8    | 1.0 | 1.8  | 0.5 | 0.1 | 0.6 | 0.9 | 3.4 |
| Total     |      |                        | NBA  | 526 | 170 | 18.2 | 2.5 | 5.5 | .448 | 0.1 | 0.5 | .289 | 1.2 | 1.6 | .778 | 0.6   | 1.4    | 2.0 | 2.8  | 0.9 | 0.1 | 1.0 | 1.7 | 6.3 |

### Playoffs
| Temporada | Edad | Equipo                 | Liga | P  | MIN | TCA | TC  | 3PA | 3P | TLA | TL | R.OF. | REB | ASIS | ROB | TAP | PER | FP | PTS | %TC  | %3P  | %FT   | MIN  | PTS | REB | AST |
| 1984-85   | 22   | Portland Trail Blazers | NBA  | 9  | 166 | 36  | 75  | 3   | 11 | 5   | 8  | 4     | 16  | 37   | 5   | 0   | 10  | 24 | 80  | .480 | .273 | .625  | 18.4 | 8.9 | 1.8 | 4.1 |
| 1985-86   | 23   | Portland Trail Blazers | NBA  | 4  | 104 | 12  | 26  | 0   | 1  | 2   | 2  | 3     | 15  | 23   | 5   | 1   | 6   | 13 | 26  | .462 | .000 | 1.000 | 26.0 | 6.5 | 3.8 | 5.8 |
| 1986-87   | 24   | Philadelphia 76ers     | NBA  | 2  | 8   | 1   | 2   | 0   | 0  | 0   | 0  | 0     | 0   | 2    | 0   | 0   | 0   | 1  | 2   | .500 |      |       | 4.0  | 1.0 | 0.0 | 1.0 |
| 1987-88   | 25   | Washington Bullets     | NBA  | 5  | 86  | 14  | 31  | 0   | 0  | 4   | 7  | 5     | 15  | 13   | 3   | 3   | 5   | 9  | 32  | .452 |      | .571  | 17.2 | 6.4 | 3.0 | 2.6 |
| 1994-95   | 32   | Cleveland Cavaliers    | NBA  | 4  | 43  | 5   | 10  | 0   | 1  | 2   | 4  | 1     | 1   | 2    | 1   | 0   | 0   | 2  | 12  | .500 | .000 | .500  | 10.8 | 3.0 | 0.3 | 0.5 |
| Total     |      |                        | NBA  | 24 | 407 | 68  | 144 | 3   | 13 | 13  | 21 | 13    | 47  | 77   | 14  | 4   | 21  | 49 | 152 | .472 | .231 | .619  | 17.0 | 6.3 | 2.0 | 3.2 |